# Asociación estelar OB1 de Orión

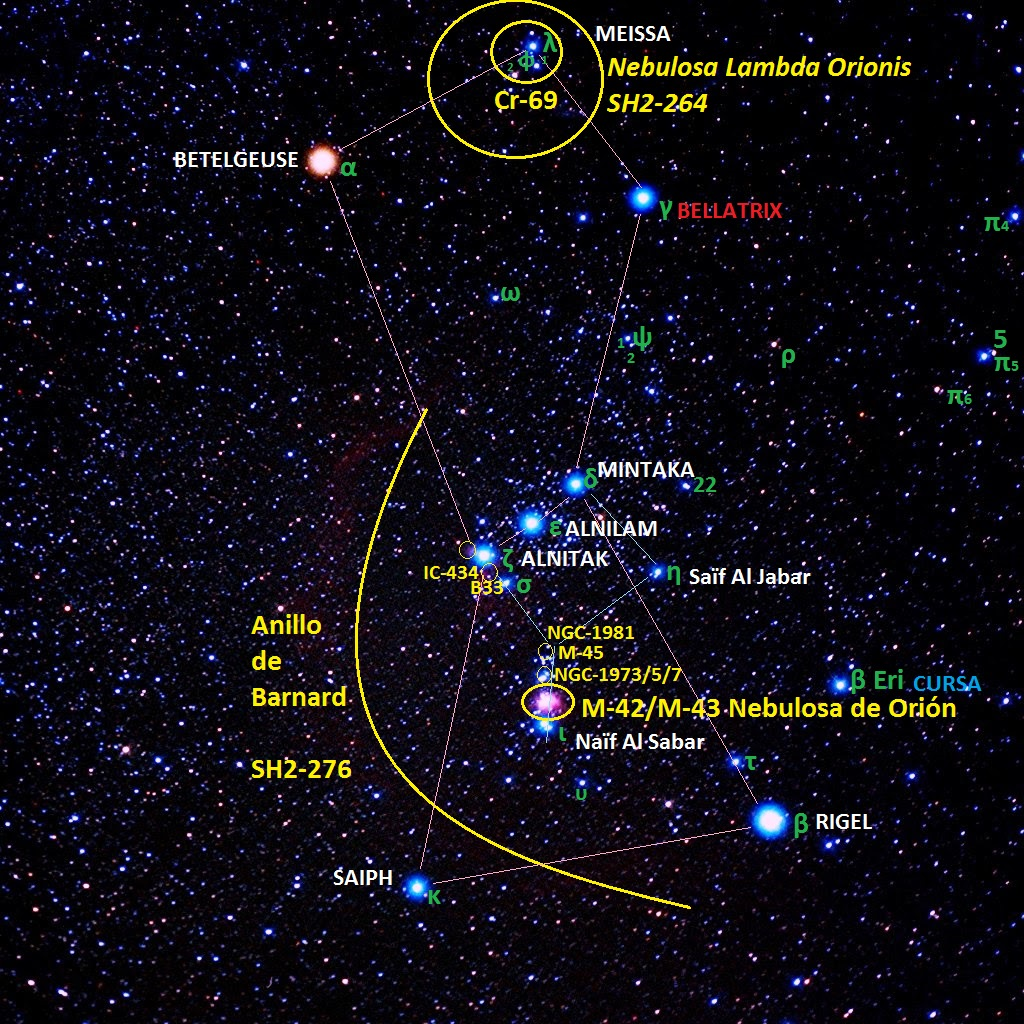
Asociación estelar OB1 Orión

OB1 de Orión es un grupo compuesto de estrellas jóvenes (de varios millones de años) que con un origen común ya han comenzado a desligarse gravitacionalmente aunque están situados en una región definida del disco galáctico a una distancia promedio de 1500 años luz en dirección a la constelación de Orión.

## Características
El término fue introducido por Víktor Ambartsumián en 1947 para diferenciarlo de otras asociaciones estelares como los cúmulos abiertos y los cúmulos globulares, ya que al contrario de éstos, apenas tienen un vínculo gravitatorio entre sus componentes.
Son estrellas gigantes de secuencia y del tipo espectral O y B, principalmente, formado por varias decenas de miembros entre las que destacan las estrellas del cinturón de Orión: Alnitak, Alnilam y Mintaka, también cuenta con estrellas de menor masa e incluso protoestrellas.
Es por lo que en un periodo corto de varios millones de años, las estrellas asociadas OB acaban por disgregarse por completo y se relacionan con otras estrellas de campo. La asociación OB1 de Orión es la más estudiada y mejor conocida de todas, está plenamente relacionada con el complejo de nubes moleculares de Orión, donde hay formación estelar activa.
Una característica de la asociación es que todas las estrellas tienen el mismo movimiento propio y ayudan a la formación automantenida de los brazos espirales de la galaxia.
Las estrellas O y B son estrellas gigantes y muy calientes.

## Subgrupos

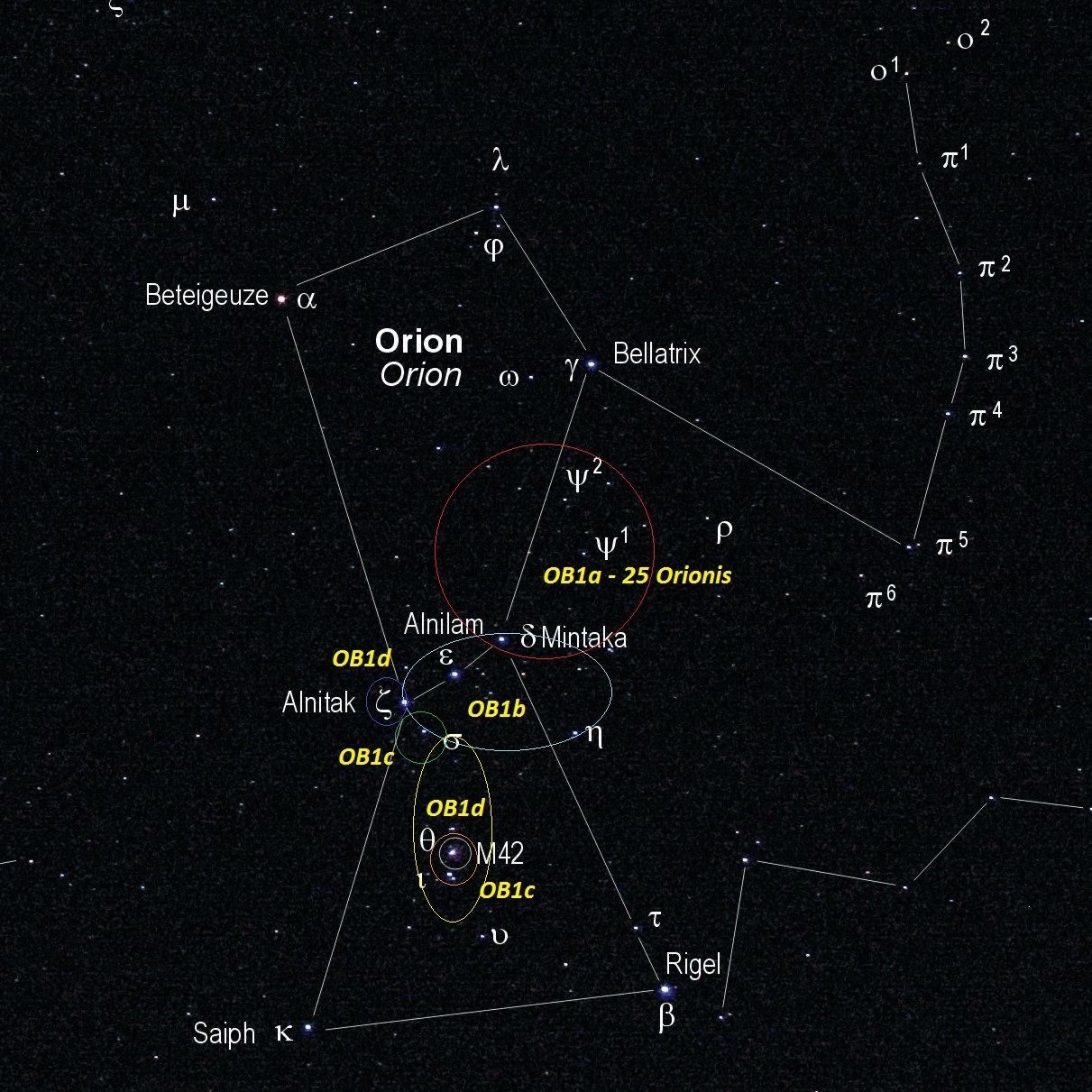
Asociación estelar OB1 de Orión: Subgrupos

La asociación OB1 de Orion consiste en cuatro subgrupos principalmente.

### Orion OB1a: 25 Orionis
Se trata de una extensa área de estrellas situadas dentro del abdomen del gigante, en torno a ψ-1 Orionis entre Mintaka y Bellatrix, con una edad media de unos 12 millones de años. Se distingue una familia de estrellas relacionadas con 25 Orionis, que es la denominación Flamsteed más conocida que la denominación Bayer de Psi-1 Orionis.
Este subgrupo es el más antiguo de todos, en una primera fase de formación estelar originó el nacimiento de la estrella más brillante de Orión, Betelgeuse(α Orionis) que está dotada de un movimiento propio algo elevado de 12 km/s en dirección NE hacia fuera de la región. Betelgeuse es una estrella supergigante roja de clase M2 Iab, ligeramente variable y es firme candidata a ser la primera supernova de Orión. A pesar de ser de clase M, pertenece al grupo OB1a, como un elemento generacional ancestral, ya que se calcula que tiene una edad de diez millones de años.
En dirección S, el movimiento propio se vuelve más lento, como ejemplo, la estrella Saïf Al Jabbāŗ [Eta (η) Orionis].

### Orion OB1b: Cinturón de Orión

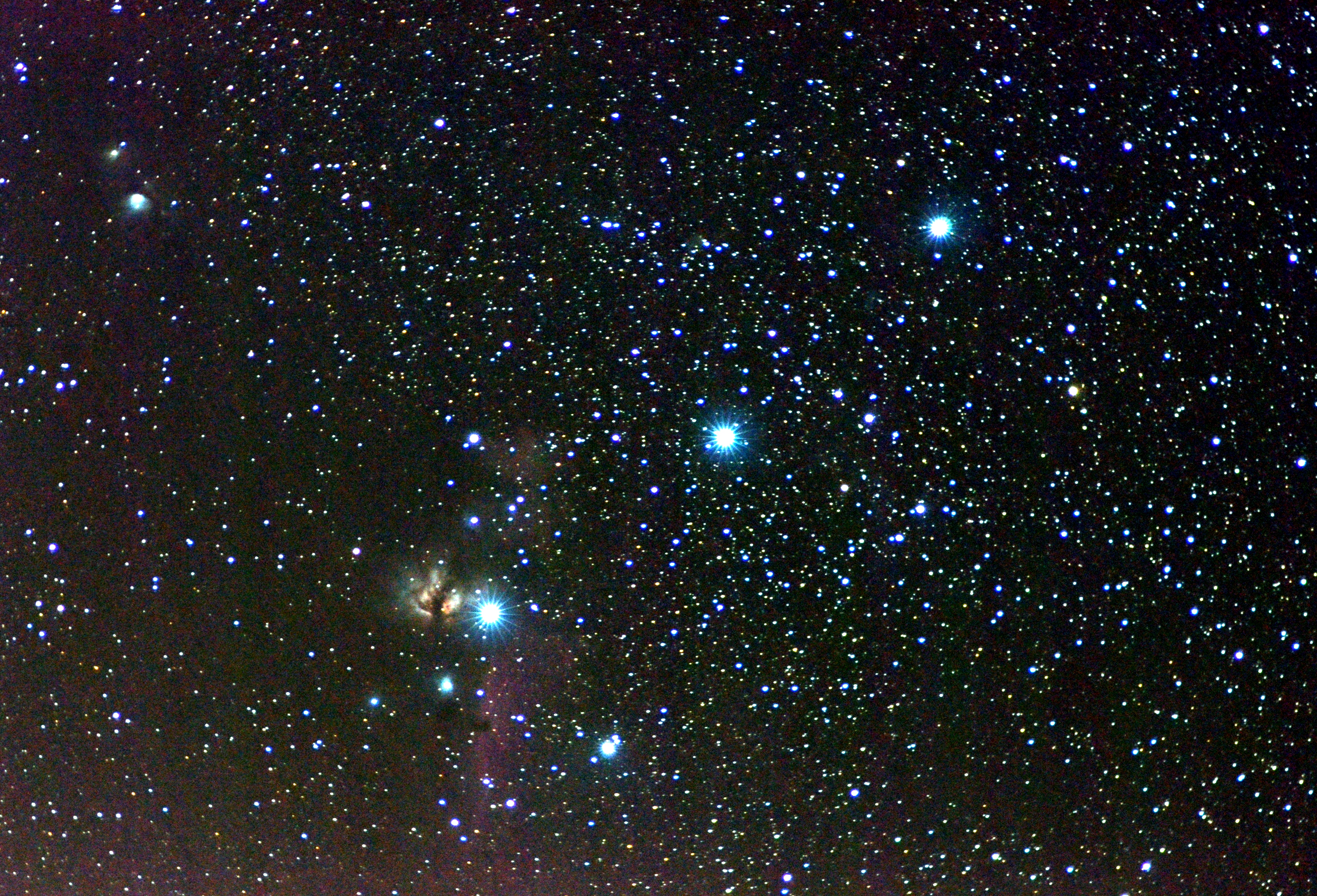
Cinturón de Orión con los tres reyes magos, de izquierda a derecha: Alnitak, Alnilam y Mintaka junto a sigma orionis

Destacan como miembros más importantes las estrellas brillantes que conforman el cinturón de Orión, también conocidas como Los tres reyes magos o Las tres Marías entre otras de menor categoría:
- Alnitak (Zeta [ζ] Orionis)
- Alnilam (Épsilon [ε] Orionis)
- Mintaka (Delta [δ] Orionis)
- Sigma [σ] Orionis

Esta asociación estelar está subdividida en otras tres de menor entidad, sus miembros tienen una edad promedio inferior a los 8 millones de años.
El subgrupo OB1b es el segundo subgrupo en aparecer tras la primera o siguiente explosión de supernova. Están incluidos todos los miembros del cúmulo abierto Collinder 70 (Cr 70) que se identifican con la mayor parte de las estrellas del asterismo del cinturón de Orión.
Parte del viento estelar de σ Orionis permite la ionización de la nebulosa de emisión IC 434 que es posible contemplar y forma también parte de este subgrupo.
El subgrupo OB1b está integrado en el extremo más occidental del complejo de nubes moleculares de Orión.

### Orion OB1c: La espada de Orión
Con una edad promedio de entre 3 y 6 millones de años, son estrellas de la región de la espada que no incluyen ni a la nebulosa de Orión ni a M43, que son parte integrante del grupo OB1d.
Este subgrupo se formó al poco tiempo de formarse el subgrupo OB1b. Las estrellas que más destacan son dos: Na'ïr al Saïf [Iota (ι) Orionis] y Theta (θ) Orionis.
Na'ïr al Saïf [Iota (ι) Orionis] es una estrella de clase espectral O9 III, dentro del grupo de las gigantes, esta estrella en su formación actuó como lanzador de las estrellas fugitivas AE Aurigae y Mu (μ) Columbae que hace 2,5 millones de años fueron lanzadas en direcciones opuestas a áreas lejanas de la región, la primera al norte Auriga y la segunda al sur Columba.
Son también integrantes de este subgrupo, los miembros del cúmulo estelar NGC 1981 y el grupo disperso de estrellas que iluminan las nebulosas de reflexión NGC 1973, NGC 1975 y NGC 1977.

### Orion OB1d: Nebulosas de Orión

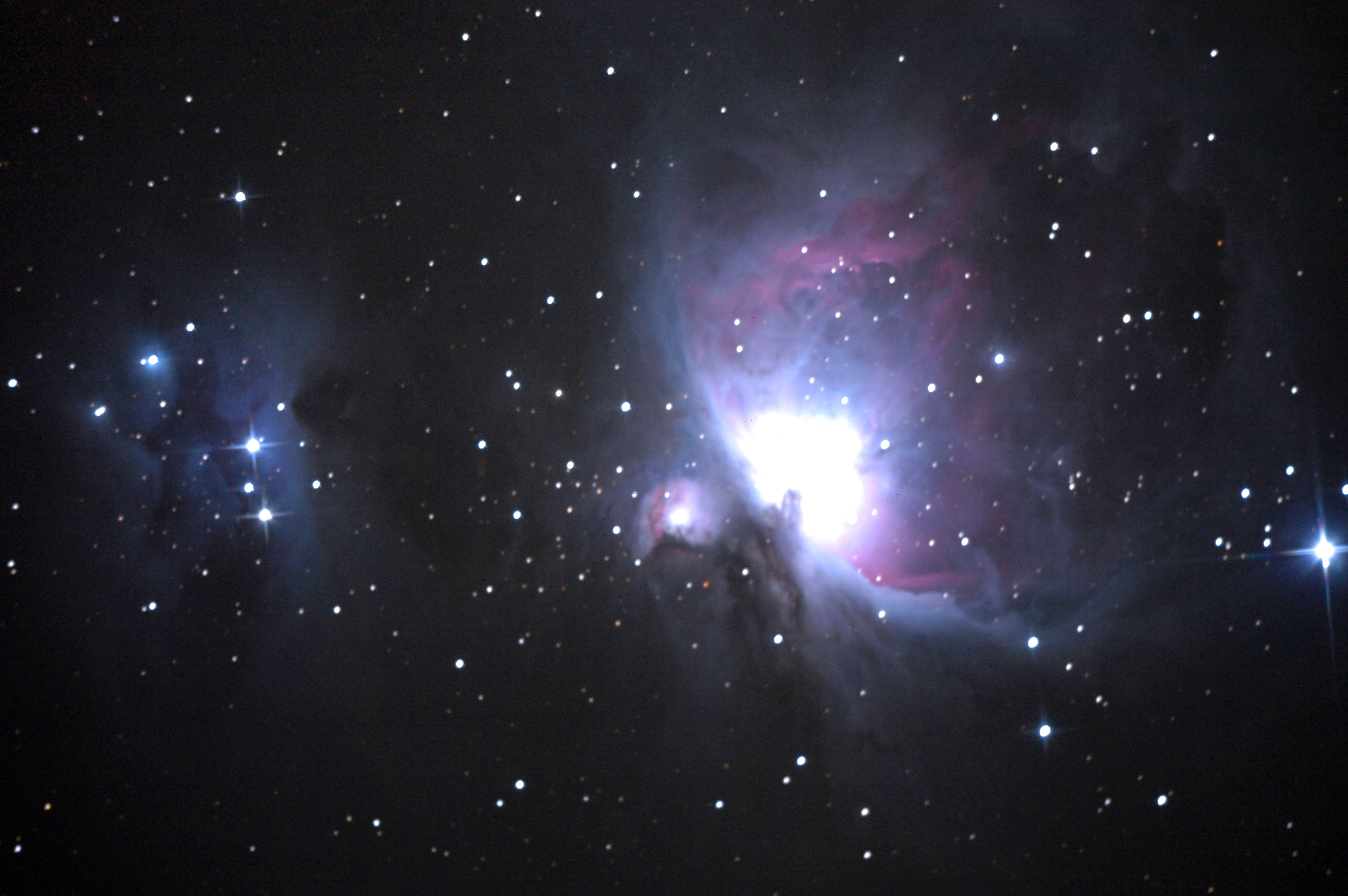
Nebulosa de Orión M42 y el cúmulo del Trapecio

Son las estrellas más jóvenes de todas, con menos de 2 millones de años y formadas en la nebulosa de Orión (M42) y M43. Al igual que el subgrupo del cinturón, también este subgrupo está ubicado en el borde oeste del complejo de nubes moleculares de Orión. El cúmulo del Trapecio (o Trapezium) que ilumina a la nebulosa M-42, tienen menos del millón de años.
Se han detectado trazas de elementos pesados propios de estrellas evolucionadas en los subgrupos 1a y 1b de la Asociación estelar OB1 de Orión.